# Christian Bassogog
Christian Mougang Bassogog (Duala, 18 de outubro de 1995) é um futebolista camaronês que atua como atacante. Atualmente, joga pelo Al-Okhdood.

## Carreira
Bassogog começou muito jovem sua carreira em Camarões e com 19 anos foi para o futebol norte americano jogar na USL. Com passagem na Dinamarca com pouco destaque, rumou para o futebol chinês no inicio da temporada 2017.

## Seleção nacional
Christian Bassogog representou o elenco da Seleção Camaronesa de Futebol no Campeonato Africano das Nações de 2017 e a Copa das Confederações de 2017.

## Títulos
- Campeonato Africano das Nações: 2017